# Shadows Land
Shadows Land ist eine polnische progressive Black- und Death-Metal-Band aus Stargard, die 1995 gegründet wurde.

## Geschichte
Die Band wurde 1995 gegründet. 1997 erschien ein erstes Demo unter dem Namen Epitaph, das von Andrzej Bomba produziert worden war. Auf dem zweiten Demo Smell of Pain, das 1999 erschien, sind mit dem Bassisten Pith „Lexative“ und dem Schlagzeuger Jarosław Jabłoński aka J. Nerexo zwei neue Musiker zu hören. In dieser neuen Besetzung war die Band erstmals im Jahr 2000 live auf dem Devil’s Night Festival in Wejherowo zu sehen. Danach folgten weitere Auftritte in Polen, unter anderem zusammen mit Disgorge, Sudden Death, Profanity und Requiem. Im April 2002 ging die Band zusammen mit Sudden Death und Requiem auf Tournee. Im September 2005 ging es auf eine weitere Tour durch Polen, zusammen mit Perverse, Goldenpyre und Necrose. Anfang 2004 erschien das Debütalbum Ante Christum (Natum). Die Veröffentlichung fand in Polen bei Empire Records statt, während es in anderen Teilen Europas von Osmose Productions vertrieben wurde. Im April 2006 lag das zweite Album Terminus Ante Quem vor. Die Aufnahmen hierzu hatten im Hertz Recording Studio stattgefunden, als Gastmusiker fungierten der Gitarrist BR. Martinv von Phaeton und Kruen (Sampling) von Cruentus. Es erschien, wie bereits sein Vorgänger, bei Empire Records beziehungsweise Osmose Productions.

## Stil
Laut rockdetector.com spielte die Band anfangs sehr schweren Death Doom. Eduardo Rivadavia von Allmusic beschrieb die Musik der Gruppe als avantgardistischen Black Metal, wobei man sich vor allem auf Geschwindigkeit und Aggression konzentriere. Auf Prog Archives wurden die Songs als progressive Mischung aus Black- und Death-Metal bezeichnet, die auch Einflüsse aus dem Industrial vorweise und zudem sehr aggressiv und ungewöhnlich klinge. Joel McIver hingegen ordnete die Band in seinem Buch Extreme Metal II dem Technical Death Metal zu, welcher komplex und sehr aggressiv sei.
Andreas Stappert vom Rock Hard schrieb in seiner Rezension zu Ante Christum (Natum), dass hierauf sehr anstrengender Death Metal zu hören ist, wobei man mit Gewalt versuche, das Genre weiterzuentwickeln, wodurch die Songs kaum nachvollziehbar seien. Er gestand den Musikern jedoch hohe musikalische Fähigkeiten zu. Würde man aber innovativen und dennoch songorientierten Death Metal aus Polen mögen, empfehle er eher Decapitated. In einer späteren Ausgabe wurde Terminus Ante Quem als „hypertechnische Version“ von Behemoth bezeichnet. Die Songs seien nervig und durch Breaks und Jazzpassagen zerstückelt. Zudem würde die Musik von manchen als avantgardistisch oder progressiv bezeichnet oder wegen ihrer „postapokalyptischer Atmosphäre“ gemocht. Edouard Vergriete von voicesfromthedarkside.de rezensierte das Album ebenfalls und beschrieb die Musik als futuristisch klingenden, experimentellen und originellen Death Metal, der auch von elektronischen Elementen Gebrauch mache. Auf dem Album seien Merkmale der Alben Thresholds von Nocturnus, Obscura von Gorguts sowie den futuristischen Klängen von Voivod enthalten. Insgesamt sei die Atmosphäre des Albums unheimlich und dunkel und mit der von Blasterpiece Theatre von December Wolves vergleichbar.

## Diskografie
- 1997: Epitaph (Demo, Eigenveröffentlichung)
- 1999: Smell of Pain (Demo, Eigenveröffentlichung)
- 2000: Reborn / Smell of Pain (Split mit Mess Age, Demonic Records)
- 2004: Ante Christum (Natum) (Album, Empire Records/Osmose Productions)
- 2006: Terminus Ante Quem (Album, Empire Records/Osmose Productions)